# Issigeac
Issigeac – miejscowość i gmina we Francji, w regionie Nowa Akwitania, w departamencie Dordogne.
Według danych na rok 1990 gminę zamieszkiwało 638 osób, a gęstość zaludnienia wynosiła 70 osób/km² (wśród 2290 gmin Akwitanii Issigeac plasuje się na 617. miejscu pod względem liczby ludności, natomiast pod względem powierzchni na miejscu 1128.).